# Eisi Gulp

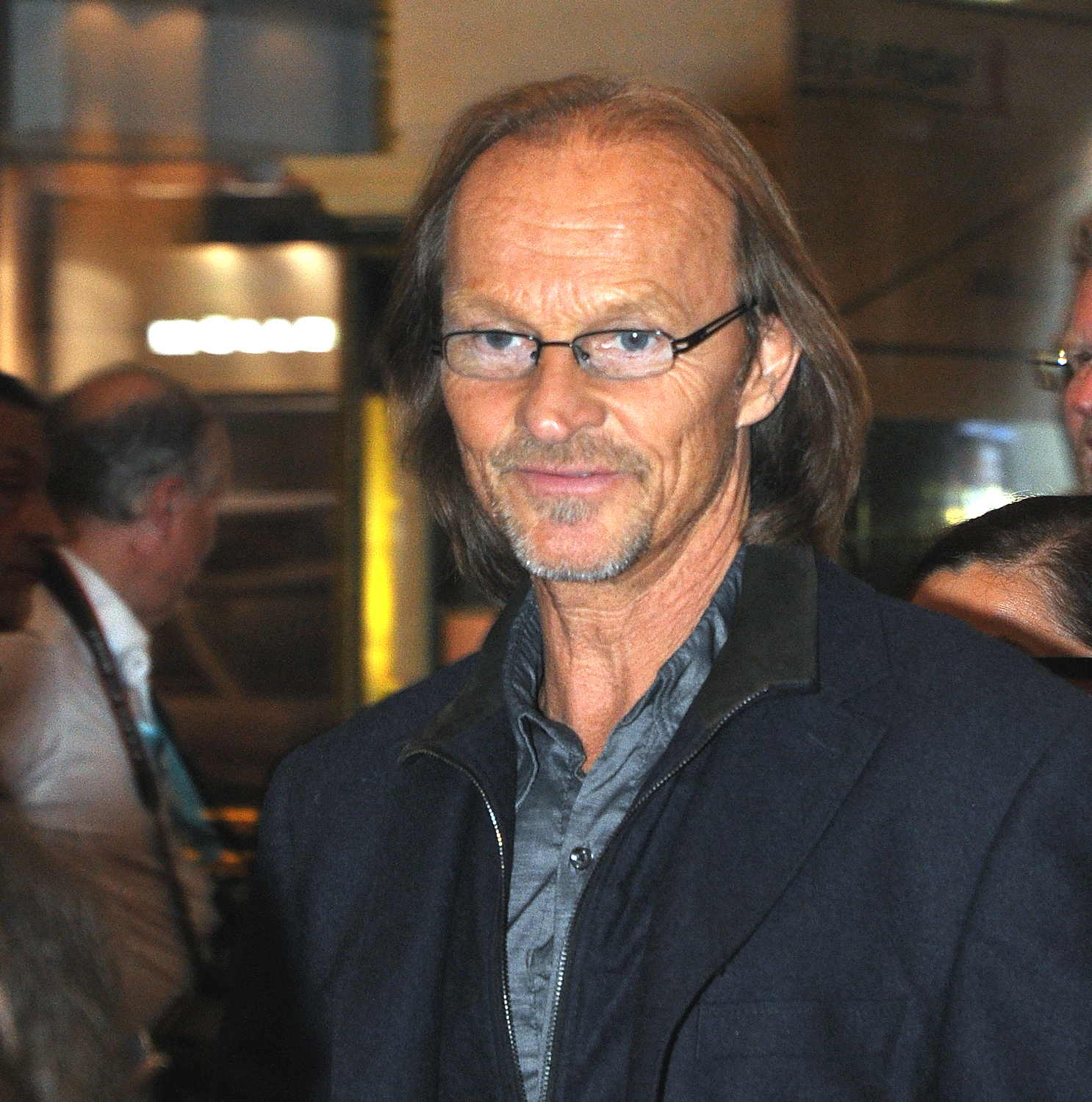
Eisi Gulp, 2015

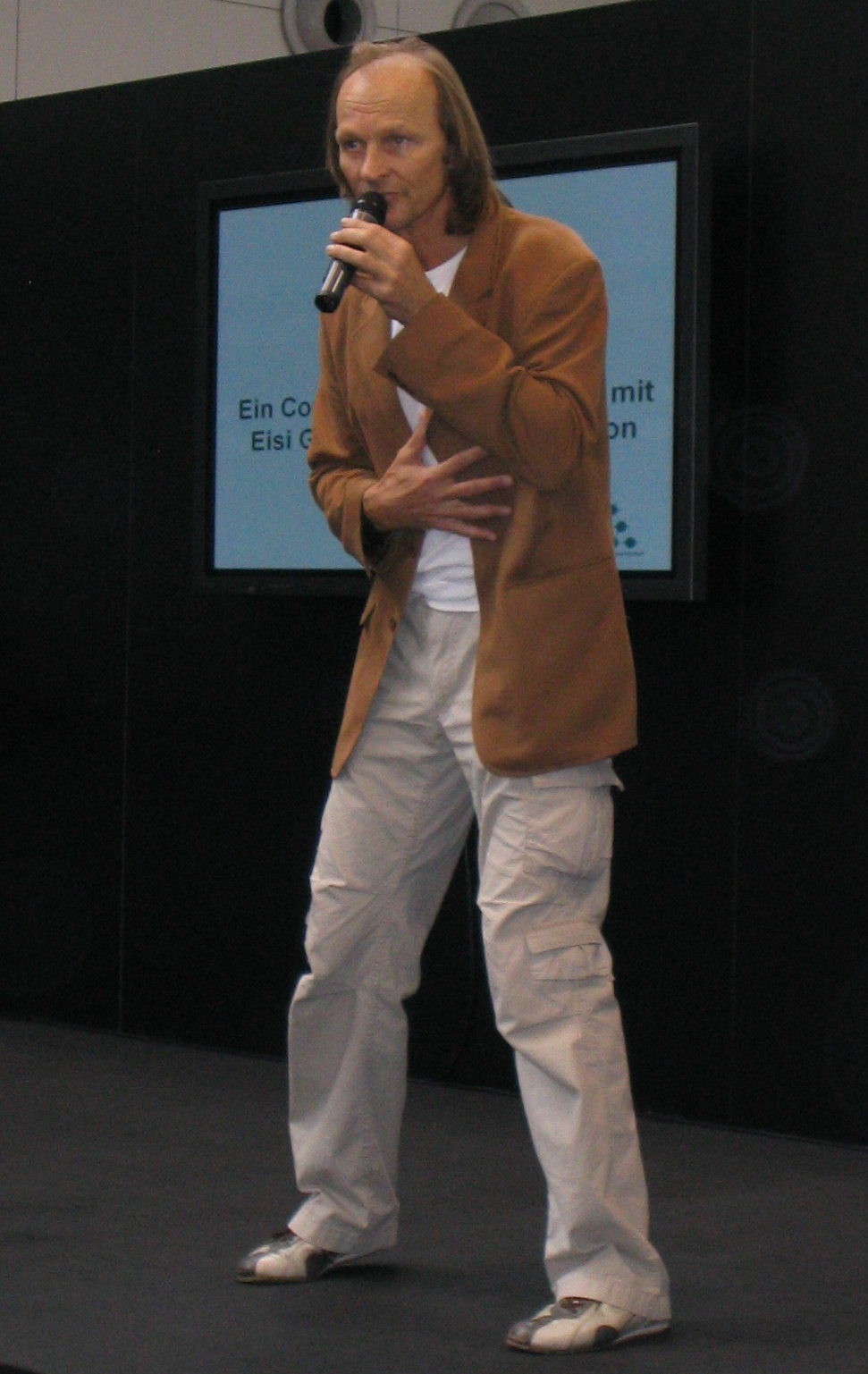
Eisi Gulp, 2008

Eisi Gulp (* 3. November 1955 als Werner Eisenrieder in München) ist ein deutscher Schauspieler, Kabarettist, Komödiant, Fernsehmoderator und -reporter.

## Leben
Gulp wuchs in München-Schwabing mit seinem acht Jahre älteren Bruder auf. Sein Vater war Regierungsrat im bayerischen Finanzministerium sowie leidenschaftlicher Musiker und starb im Alter von 69 Jahren an Lungenkrebs, als Werner Eisenrieder zwölf Jahre alt war. Nach Abschluss seiner Schulausbildung wollte Gulp eigentlich Bildhauer werden; da die Wartezeit für dieses Studium zwei Jahre betrug, entschloss er sich für ein viersemestriges Architekturstudium.
Gulp absolvierte Mitte der 1970er Jahre ein Studium für Tanzpantomime im Billie-Millie-Studio München. 1978 nahm er Unterricht am Alvin Ailey American Dance Theater u. a. bei Merce Cunningham in New York und studierte bis 1980 in Paris Akrobatik und Stunt. In New York lernte er Philippe Petit kennen, von dessen Aktionen er sich für seine eigenen Performances als Straßenkünstler später in Deutschland inspirieren ließ. Ab 1980 trat er zwanzig Jahre lang bundesweit mit seiner Eisi Gulp Comedy Show auf. 1984/1985 moderierte er für den Bayerischen Rundfunk die Jugendsendung Live aus dem Alabama. 1984 war er außerdem Vortänzer in der ZDF-Sendung Enorm in Form. 1985 spielte er die männliche Hauptrolle in Percy Adlons Film Zuckerbaby an der Seite von Marianne Sägebrecht. Gulp spielte den Pechvogel in Peter Maffays Revue Tabaluga und trat als Solist im Musical Out of Rosenheim (bzw. Bagdad Cafe) auf. Mit seinem Comedy-Programm Hackedicht oder was setzte sich Gulp für die Drogenprävention in der Jugendarbeit ein. Das Programm wurde an vielen Schulen gespielt und erhielt das Prädikat „pädagogisch wertvoll“.
Gulp ist regelmäßig in Nebenrollen im Fernsehen zu sehen, so zum Beispiel in der Rolle des Berufsfeuerwehrmannes Sebastian Weil in der Serie München 7. Dies war eine durchgehende Nebenrolle in den ersten beiden Staffeln. Seit 2013 spielt er den kiffenden Vater des Polizisten Franz Eberhofer in den Literaturverfilmungen von Rita Falk. Des Weiteren spricht Gulp auch den Luck von Bruck am Inn im Radio-Tatort des Bayerischen Rundfunks. Seit 2015 spielt er den Künstler Sascha Wagenbauer in der BR-Fernsehserie Dahoam is dahoam.
Durch die Heirat mit seiner – inzwischen von ihm geschiedenen – Frau, die ursprünglich aus Malawi stammt, hat sich Gulp vornehmlich in Ostafrika aufgehalten und dort am Indischen Ozean Mitte der 1980er Jahre ein großes Anwesen gekauft. Aus der engen Verbundenheit mit diesem Landstrich entstand auch sein soziales Engagement: So hat Gulp in der Nähe seines Anwesens für die dort lebenden Kinder eine Schule gebaut, die später in ein Waisenhaus umgewandelt wurde. Aus der Ehe stammen zwei Söhne. Er lebt in einem umgebauten Kuhstall in Pittenhart im Chiemgau.
Anfang 2024 startete Eisi Gulp nach 15 Jahren Pause seine Comeback-Tournee als Solo-Live-Comedian mit dem Programm "Tagebuch eines Komikers", mit dem er bis Ende 2026 im deutschsprachigen Raum touren wird.

## Trivia
Zu Gulps Vorfahren gehört der Münchener Wundarzt Anton Eisenrieder, der 1783 das erste „Königliche Hof- & Gesundheitsbad“ im Glockenbachviertel in München eröffnete.

## Kabarett
- A Packerl Unsinn
- Gulpintim
- Guten Tag – ich bin der Wahnsinn
- Polymorph pervers oder einfach deppert
- Hackedicht oder was
- Wilde Mischung
- Lachen machen
- Gott, die Welt und unser Oberbene
- Tagebuch eines Komikers 1 (ab 2024)[8]

## Auszeichnungen

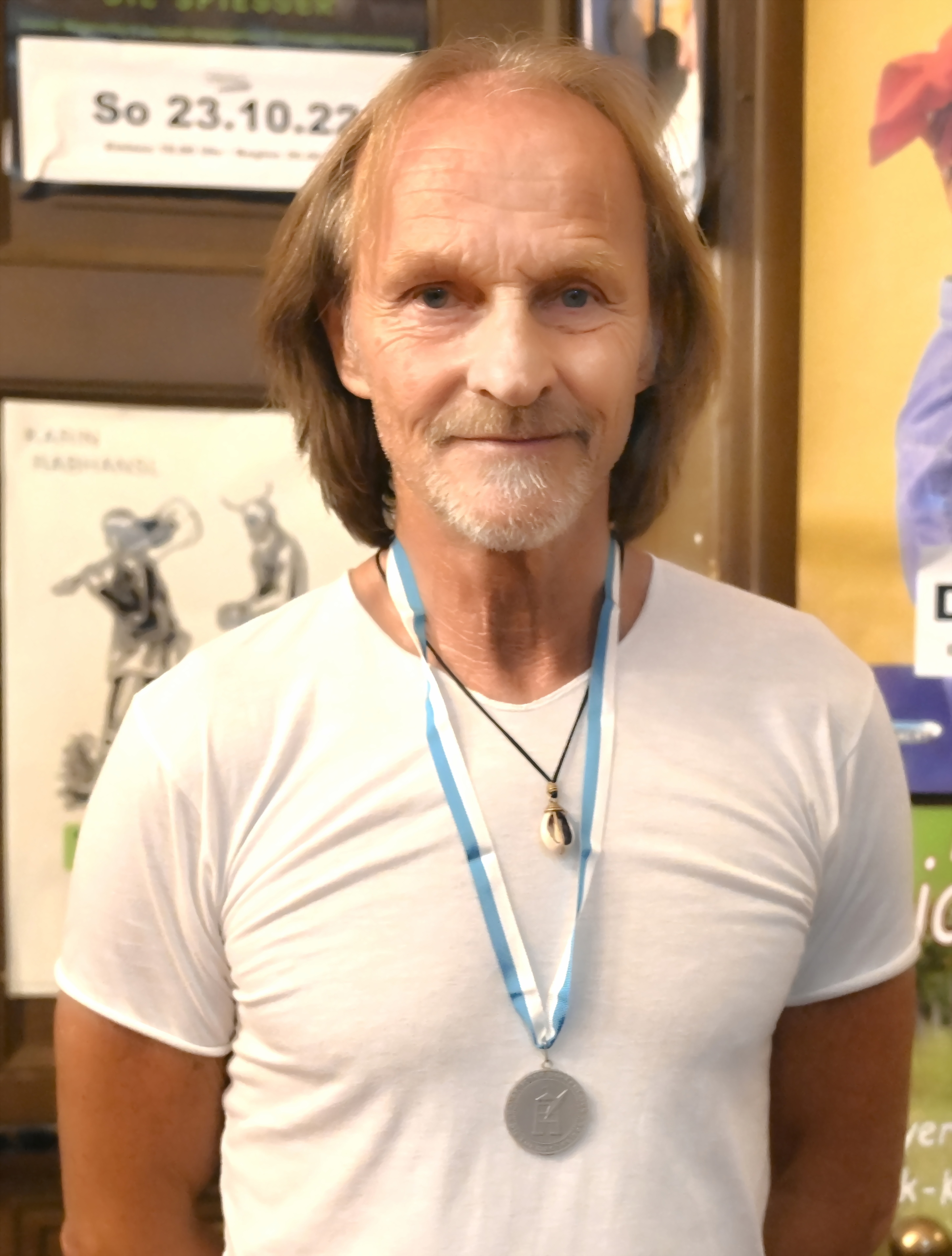
Eisi Gulp mit dem Bayerischen Poetentaler, 2022

- 1983: Schwabinger Kunstpreis (Darbietende Kunst)
- 2022: Bayerischer Poetentaler der Münchner Turmschreiber

## Filmografie (Auswahl)
- 1984: Breakdance – Mach mit, bleib fit (ZDF-Show)
- 1985: Fridolin
- 1985: Zuckerbaby
- 1985: Im Innern des Wals
- 1988: Fridolins Heimkehr
- 1992: Ein Fall für TKKG: Drachenauge
- 1992: Herr Ober!
- 1992–2002: Café Meineid (Episodenrollen, 4 Folgen)
- 1993: Der Fall Lucona
- 1993–2001: Liebe ist Privatsache
- 2001: Der Bulle von Tölz: Sioux City
- 2003–2021: Die Rosenheim-Cops (Fernsehserie, verschiedene Rollen, 5 Folgen)
- 2004–2013: München 7
- 2005: Deutschmänner
- 2006–2007: Stadt, Land, Mord!
- 2006: Polizeiruf 110 – Er sollte tot
- 2007: Tatort: Kleine Herzen
- 2007: Unter Verdacht – Das Geld anderer Leute
- 2007: Räuber Kneißl
- 2007: Ohnmacht
- 2007: Pfarrer Braun – Ein Zeichen Gottes
- 2008: Tage wie Jahre
- 2008: Das Beste kommt erst
- 2008–2009: Um Himmels Willen
- 2009: Der Bär ist los! Die Geschichte von Bruno
- 2009–2012: Forsthaus Falkenau
- 2010: Der Atem des Himmels
- 2010: Bergblut
- 2011: Föhnlage. Ein Alpenkrimi
- 2011: Trans Bavaria
- 2011: Die Sterntaler
- 2012: SOKO 5113
- 2012: Der Cop und der Snob
- 2012: Heiter bis tödlich: Hubert und Staller – Floßfahrt ohne Wiederkehr
- 2012: Pastewka – Der Trip (Teil 1 und 2)
- 2012: Die Garmisch-Cops
- seit 2013: Eberhoferkrimi (Filmreihe)
  - 2013: Dampfnudelblues
  - 2014: Winterkartoffelknödel
  - 2016: Schweinskopf al dente
  - 2017: Grießnockerlaffäre
  - 2018: Sauerkrautkoma
  - 2019: Leberkäsjunkie
  - 2021: Kaiserschmarrndrama
  - 2022: Guglhupfgeschwader
  - 2023: Rehragout-Rendezvous
- 2013: Neue Adresse Paradies
- 2013: München Mord – Wir sind die Neuen
- 2014: Tatort: Der Eskimo
- 2014: Die reichen Leichen. Ein Starnbergkrimi
- 2014: Über-Ich und Du
- 2014: Göttliche Funken
- 2014: Landauer – Der Präsident
- 2014: Der Alte – Die heilige Maria
- 2015: Storno – Todsicher versichert
- 2015: Taxi
- seit 2015: Dahoam is Dahoam
- 2015: Tatort: Wer bin ich?
- 2016: Willkommen bei den Hartmanns
- 2017: Austreten
- 2018: Bier Royal
- 2018: Matula – Der Schatten des Berges
- 2020: Oktoberfest 1900 (Fernsehserie)
- 2021: Der Boandlkramer und die ewige Liebe
- 2021: Landkrimi – Steirerrausch (Fernsehreihe)
- 2021: Die Chefin – Frage der Moral
- 2021: Zimmer mit Stall: Schwiegermutter im Anflug (Fernsehreihe)
- 2023: Mein Vater, der Esel und ich
- 2024: Marie fängt Feuer: Neuanfänge (Fernsehreihe)
- 2025: Oktoberfest 1905